# Quốc huy Ả Rập Xê Út
Quốc huy Ả Rập Xê Út (tiếng Ả Rập: شعار السعودية) được phê chuẩn vào năm 1950. Theo Luật Cơ bản Ả Rập Xê Út, nó gồm có hai thanh kiếm để chéo nhau cùng một cây chà là ở khoảng không phía trên và giữa hai lưỡi kiếm.
Hai thanh kiếm tượng trưng cho Vương quốc Hejaz và Vương quốc Najd và các lãnh địa phụ thuộc, chúng thống nhất dưới quyền Ibn Saud vào năm 1926. Cây chà là tượng trưng cho tài sản của Vương quốc, được định nghĩa là nhân dân, di sản, lịch sử, tài nguyên tự nhiên và phi tự nhiên. Cây chà là được hai thanh gươm bảo vệ, tượng trưng cho sức mạnh dùng trong phòng thủ quốc gia.
Quốc huy xuất hiện trên các văn kiện của chính phủ, các phái đoàn ngoại giao, cũng như trên một số cờ hiệu của Ả Rập Xê Út. Nó được hiện trên quân kỳ của Quân đội Ả Rập Xê Út (cũng là chiến kỳ của Vương quốc), và tại góc kéo cờ dưới của Hoàng kỳ. Hoàng kỳ về cơ bản là quốc kỳ song có thêm quốc huy, được đặt ở phần dưới bên kéo cờ mà không phải ở phía trên như các hoàng kỳ khác. Vị trí phía dưới của quốc huy là để tôn trọng tính chất linh thiêng của tín điều Hồi giáo Shahada.